# 維索伐鱒
維索伐鱒，為輻鰭魚綱鮭形目鮭科的一種，為溫帶淡水魚，分布於歐洲達爾馬提亞Visova湖流域，棲息在底中層水域，生活習性不明。